# 中华人民共和国国务院代理总理
中华人民共和国代理总理 是一个中华人民共和国国务院总理空缺时临时代理中华人民共和国国务院总理职务的职位。

## 历史上的代理总理
1. 董必武（1950年1月2日到3月4日，毛泽东、周恩来一行访问苏联期间）
2. 邓小平（邓小平于1952年、1963年、1965、1975年曾多次任代总理）
3. 陈云（1954年10月31日到11月24日，陈云第一次代理总理；1955年、1956年和1958年，在周恩来总理出访期间，陈云先后3次任代总理）
4. 陈毅（1959年1月22日至29日，德意志民主共和国部长会议主席奥托·格罗提渥访问中国期间，国务院副总理兼外交部长陈毅为“中华人民共和国国务院代总理”）
5. 华国锋（1976年2月2日，中共中央发出通知（中发[1976]1号文件），宣布由华国锋任国务院代总理。华国锋任代总理共两个月左右后任国务院总理）
6. 万里（万里任国务院副总理期间，于1982年、1983年、1984年、1985年、1986年、1987年曾先后8次担任代总理）
7. 李鹏（1987年11月24日到1988年4月9日，第六届全国人大常务委员会第二十三次会议决定由李鹏副总理任国务院代总理，行使总理职权）
8. 姚依林（1988年、1989年、1990年、1991年和1992年姚依林先后11次在李鹏出访时任代总理）
9. 朱镕基（1994年、1995年，朱镕基先后3次在李鹏出访时任代总理）

其中，华国锋、李鹏任国务院代总理时国务院总理已缺位，并有代总理的正式任命，其余副总理仅是在总理不能履职期间代行总理职权。